# 板倉啓壱
板倉 啓壹（いたくら けいいち）はアメリカ在住の分子生物学者。City of Hope National Medical Center教授。1977年Arthur Riggsらと共に合成遺伝子によりヒトのタンパク質として初めて、ソマトスタチンを大腸菌で生産するのに成功した。この後ヒトインスリンを大腸菌で生産する事にも成功した。

## 略歴
- 1965年　東京薬科大学卒業。
- 1970年　東京薬科大学大学院薬学研究科修了
- 1971年　NRC (Canada)博士研究員
- 1974年　カリフォルニア工科大学研究員
- 1975年　City of Hope National Medical Center, Beckman Research Institute研究員
- 1980年　City of Hope National Medical Center, Beckman Research Institute分子遺伝学研究部長
- 2000年　City of Hope National Medical Center教授